# Kenneth Alan Ribet
Kenneth Alan Ribet znany jako Ken Ribet (ur. 28 czerwca 1948 w Nowym Jorku – amerykański matematyk, profesor emeritus Uniwersytetu Kalifornijskiego w Berkeley.

## Życiorys
W 1969 ukończył studia na Uniwersytecie Browna. Tytuł doktora uzyskał w 1973 na Uniwersytecie Harvarda pod kierunkiem Johna Tate’a. Był wykładowcą Uniwersytetu Pronceton i profesorem Uniwersytetu Kalifornijskiego w Berkeley, gdzie od 2022 jest profesorem emeritusem.
Zajmuje się algebraiczną teorią liczb oraz geometrią algebraiczną. Jest autorem dowodu hipotezy epsilon (zaproponowanej przez Jean-Pierre’a Serrego), później nazywanego twierdzeniem Ribeta, który pomógł A. Wilesowi skomponować dowód wielkiego twierdzenia Fermata.
W 1989 został laureatem Nagrody Enrika Fermiego. Doktor honoris causa Uniwersytetu Browna (od 1998). Członek Amerykańskiej Akademii Sztuk i Nauk (od 1997) oraz Narodowej Akademii Nauk (od 2000). W latach 2017–2018 przewodniczył Amerykańskiemu Towarzystwu Matematycznemu